# Флаг Бадена
Флаг Бадена — официальный флаг Бадена, выполненный из комбинации жёлтого и красного цвета.

## Происхождение цветов
Все варианты баденских знамён и флагов имеют характерный жёлтые и красные цвета, которые являются геральдическими цветами дома Баден, принадлежащий немецкой знати.

## Флаг курфюршества и герцогства

Флаг Бадена в 1862 году, иногда использовавшийся в морских перевозках

У недолго просуществовавшего курфюршества Бадена (1803–1806) не было официального флага, а образованное в 1806 году Великое герцогство Баден долгое время также его не имело, однако было разработано множество разнообразных флагов, основанных на красно-жёлтых цветах. Различные варианты флага использовались одновременно в разных частях страны. В дополнение к геральдически правильному флагу с красно-жёлтыми цветами были также представлены варианты в жёлто-красном, жёлто-красно-жёлтом, красно-жёлто-красном, жёлто-красно-жёлто-красно-жёлтом и других вариантах с несколькими красными и жёлтыми полосами в горизонтальном и вертикальном расположении.

## Флаги республик Баден
После отмены монархии в конце Первой мировой войны была основана Республика Баден, которая продолжала использовать триколорный флаг. После того, как национал-социалистическая немецкая рабочая партия пришла к власти в Германии в 1933 году, отдельные немецкие государства и их символы были окончательно уничтожены. После Второй мировой войны южная половина Бадена стала частью французской оккупационной зоны, а в 1949 году федеральным государством Баден стала частью Федеративной Республики Германия. Флагом Бадена был выбран жёлто-красно-жёлтый триколор.